# Crotonia cupulata
Crotonia cupulata är en kvalsterart som beskrevs av Malcolm Luxton 1982. Crotonia cupulata ingår i släktet Crotonia och familjen Crotoniidae. Inga underarter finns listade i Catalogue of Life.